# Paweł Jerzmanowski
Paweł Jan Jerzmanowski (blason Dolega), né le 25 juin 1779 à Mniewo près de Kielce et mort le 15 avril 1862 à Paris, est un officier général polonais ayant participé aux guerres napoléoniennes.

## Biographie

### Officier des chevau-légers polonais de la Garde

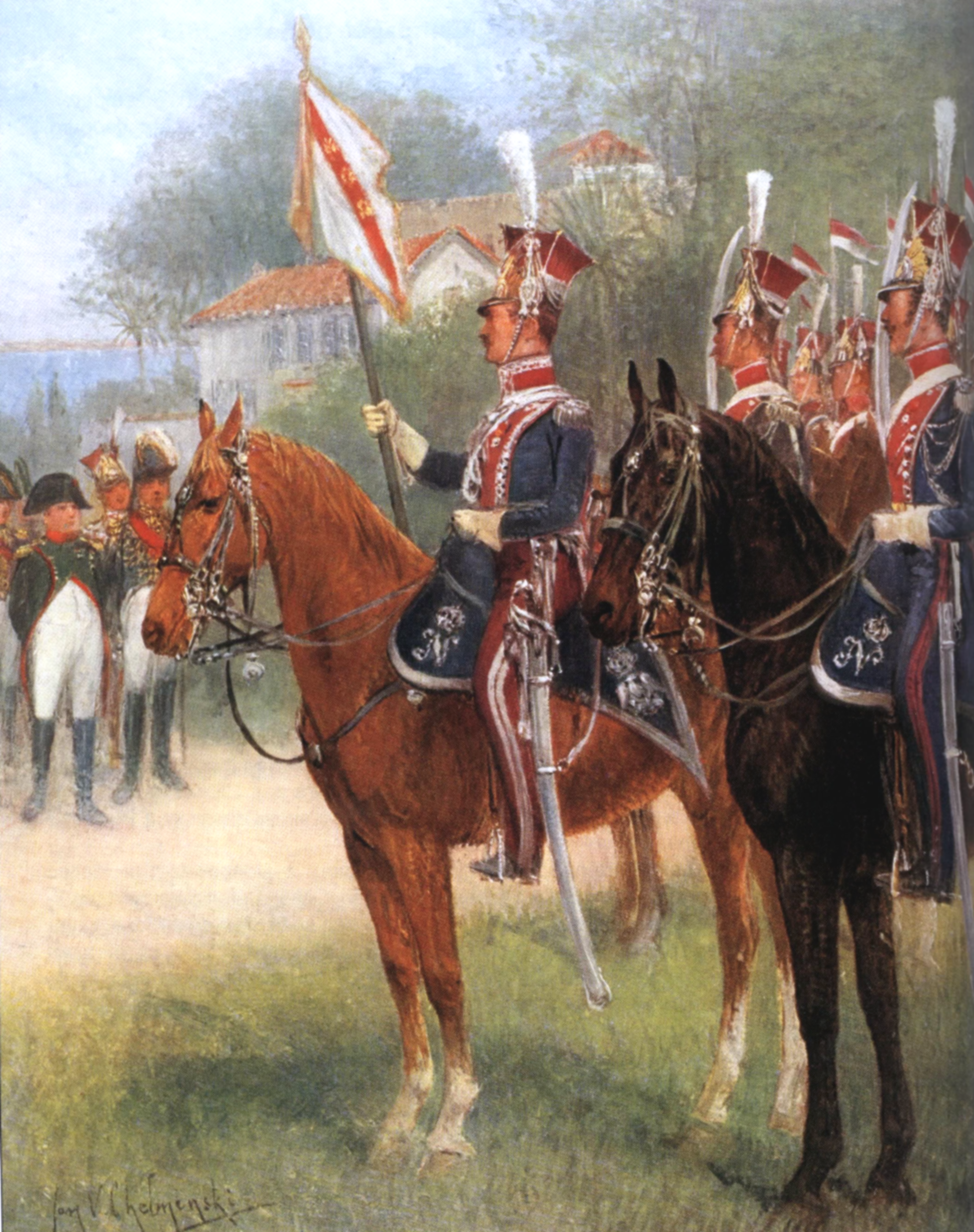
L'escadron polonais de l'île d'Elbe. Jerzmanowski est à gauche, derrière Napoléon.

Jerzmanowski est nommé capitaine des chevau-légers polonais de la Garde le 7 avril 1807, et sert dans ce corps jusqu'à la fin de l'Empire. En 1809, il se distingue à la bataille de Wagram où il reçoit une première blessure. Promu chef d'escadron le 17 février 1811, il est chargé de ramener d'Espagne les deux escadrons du régiment qui y combattent encore, en prévision de la campagne de Russie.
Celle-ci commence à la fin du mois de juin 1812. Le 27 juillet, les Français arrivent devant Vitebsk. La ville a été évacuée par l'armée russe, mais des escarmouches ont encore lieu avec quelques détachements de cavalerie placés en arrière-garde. Jerzmanowski s'élance contre eux et les culbute ; une vingtaine d'adversaires sont mis hors de combat, contre trois lanciers polonais seulement, ce qui prouve selon Jean Tranié « la valeur « technique » acquise par le régiment depuis sa création ». Il sert à l'arrière-garde lors du repli des restes de la Grande Armée depuis Posen jusqu'à l'Elbe, dans les derniers temps de la retraite de Russie. Son camarade Dezydery Chłapowski écrit à son sujet :

« C'était certainement l'officier le plus expérimenté du régiment, plein de courage et de sang-froid. »

Au cours de la campagne d'Allemagne de 1813, Jerzmanowski, à la tête de son escadron, malmène un bataillon prussien lors de la bataille de Dresde et capture plus de 1 000 hommes. Le 30 octobre suivant, il charge les Bavarois à Hanau et est fait officier de la Légion d'honneur. Pendant la campagne de France, il s'illustre à Montereau à la tête de l'escadron de service polonais en poursuivant les Autrichiens. Il suit Napoléon dans son exil sur l'île d'Elbe, où il commande l'escadron des lanciers polonais de la Garde (surnommé l'« escadron Napoléon »). Dans ses mémoires, André Pons de l'Hérault le décrit comme un homme d'« une haute supériorité ». Devenu colonel et commandeur de la Légion d'honneur en 1815, il combat aux côtés de l'Empereur jusqu'à la fin à Waterloo où il est blessé sur le Mont-Saint-Jean.

### Général de brigade
Il sert ensuite dans l'armée du royaume de Pologne jusqu'en 1819, date à laquelle il regagne la France avec son épouse. En 1831, lors de l'insurrection de Novembre, il milite à Paris au sein du Comité national polonais, avant d'être promu général la même année.
Il est enterré au cimetière de Montmartre à Paris, à proximité de Juliusz Słowacki.

## Titres, décorations
Il reçoit la croix de l'ordre militaire de Virtuti Militari et le titre de chevalier de l'Empire en 1810, puis baron de l'Empire en 1813.